# کروتون‌آلدهید
کروتون‌آلدهید (به انگلیسی: Crotonaldehyde) یک ترکیب شیمیایی با شناسه پاب‌کم ۴۴۷۴۶۶ است. شکل ظاهری این ترکیب، مایع بی‌رنگ است.